# Cockermouth
Cockermouth är en stad och en civil parish i Cumbria i England. Orten har 7 877 invånare (2001). Den har ett slott.